# Muzeul Edirne
Muzeul Edirne este un muzeu de arheologie și etnografie situat în centrul orașului Edirne, Turcia, pe strada Kadirpașa Mektep, lângă Moscheea Selimiye.

## Istoric
Muzeul a fost înființat în 1925 într-o medresă a Moscheei Selimiye, de către Rifat Osman, Arif Dağdeviren și Necmi İğe, urmând instrucțiunile președintelui Mustafa Kemal Atatürk. Deși a fost planificat inițial ca un muzeu de arheologie, conținea și multe articole etnografice. La 25 noiembrie 1936 (a 13-a aniversare de la eliberarea orașului Edirne în urma Războiului de Independență al Turciei), o a doua medresă a fost adăugată muzeului. La 13 iunie 1971, muzeul a fost mutat într-o clădire nouă, construită lângă fosta clădire. Arhitectul noii clădiri a fost İhsan Kıygı. (medresa a fost reproiectată ca muzeu de artă islamică).

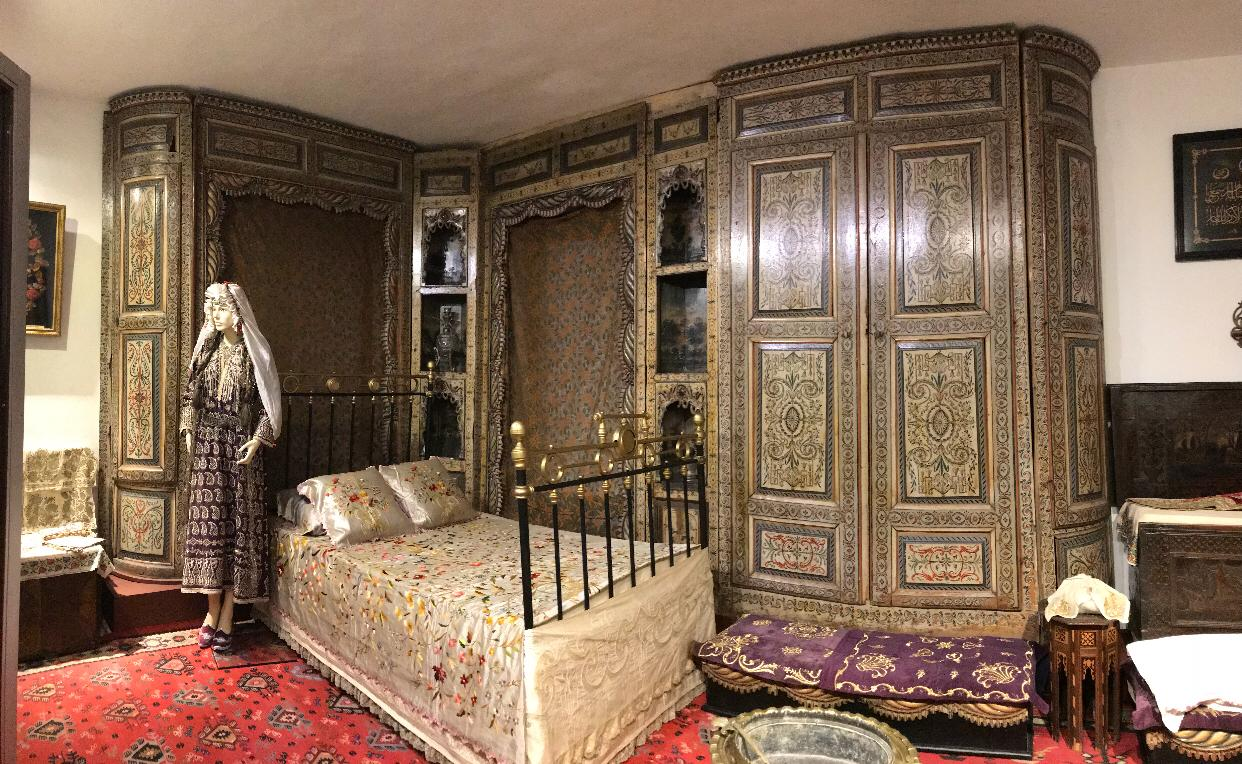
Cameră din Muzeul Edirne

## Structură

### Secția de arheologie
Primele expoziții organizate în muzeu au cuprins diverse obiecte din Paleontologie. Sunt expuse oase de elefant, rinocer și cal. Printre expunerile arheologice se află și câteva vestigii din epoca cuprului, însă majoritatea articolelor provin din epocile elenistică, romană și bizantină. Printre cele mai reprezentative exponate se află figurinele din teracotă care o întruchipează pe zeița Afrodita și stele funerare ale tracilor.

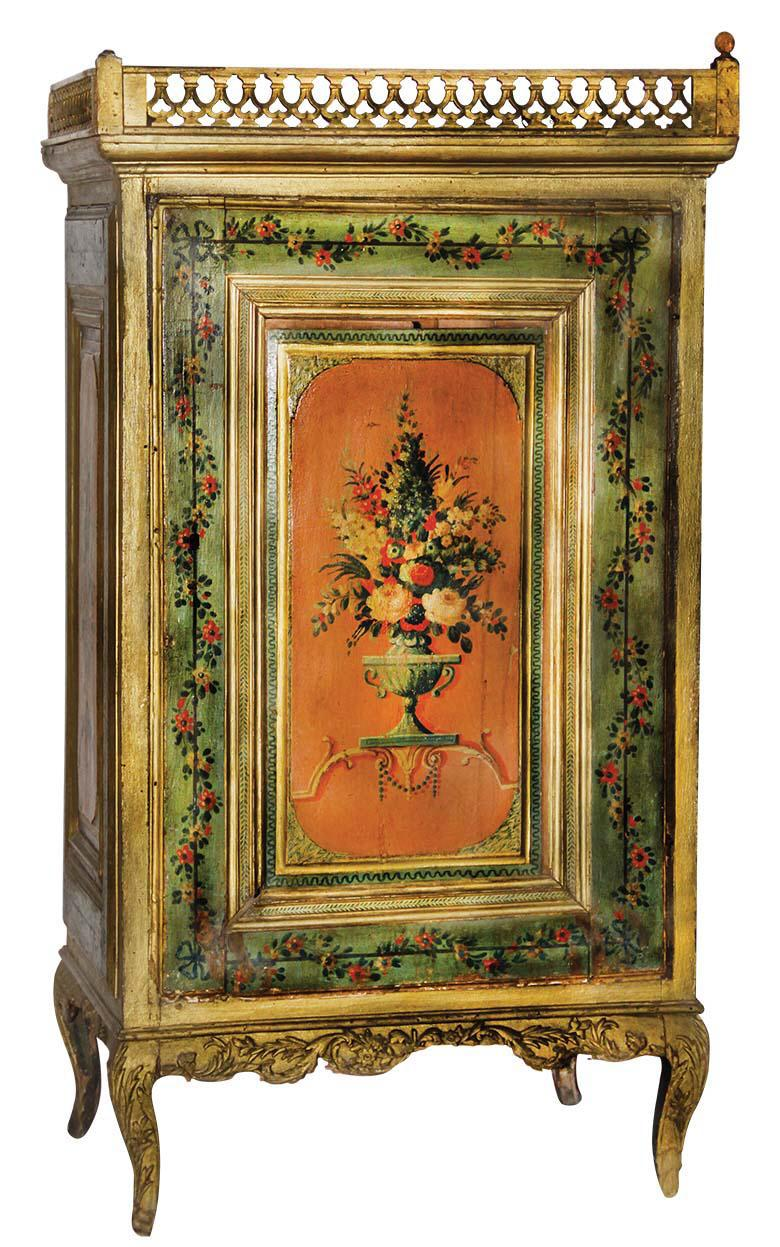
Dulap expus la Muzeul Edirne

### Secția de etnografie
Această secțiune include în mare parte articole din epoca otomană, inclusiv covoare din camerele de mireasă sau pentru circumcizie, dulapuri și obiecte vestimentare. Există secțiuni speciale pentru hammam („baia turcească”) și camera de zi a unei case vechi tipice din Edirne.